# Hugo Dahlstedt

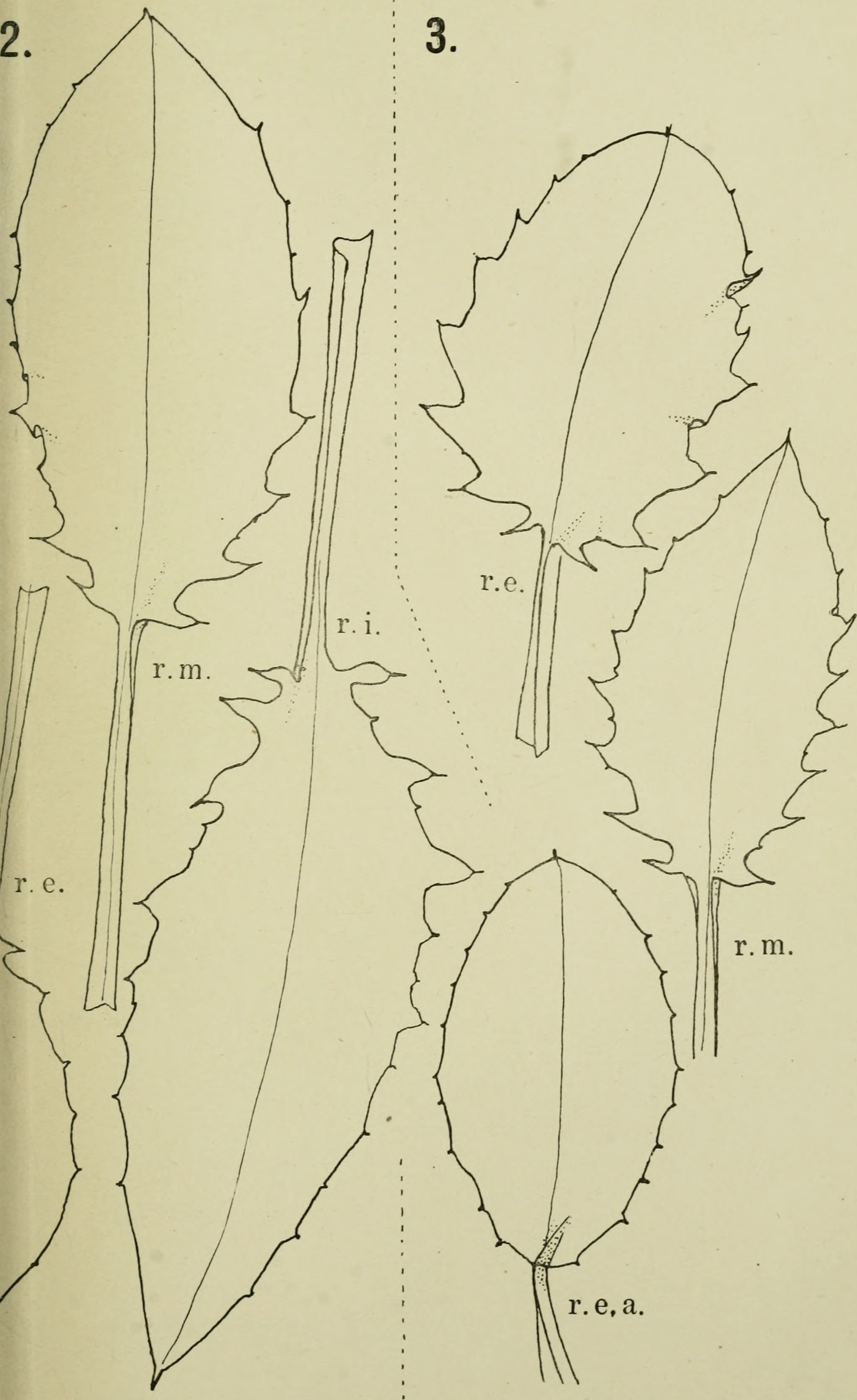
Morfologia liści gatunków jastrzębców opisanych przez Dahlstedta: Hieracium semiprolixum Dahlst. (2) i H. macropholidium Dahlst. (3)

Gustav Adolf Hugo Dahlstedt, w publikacjach zwykle Hugo Dahlstedt, (ur. 8 lutego 1856 w Linköping, zm. 2 października 1934 w Danderyd) – szwedzki botanik.

## Elementy biografii
W latach 1875–1886 studiował na Uniwersytecie w Uppsali. Jego kariera zawodowa była związana między innymi ze sztokholmskim Muzeum Historii Naturalnej. 24 maja 1907 otrzymał doktorat honoris causa swojej macierzystej uczelni.

## Osiągnięcia naukowe

### Znaczenie w historii nauki

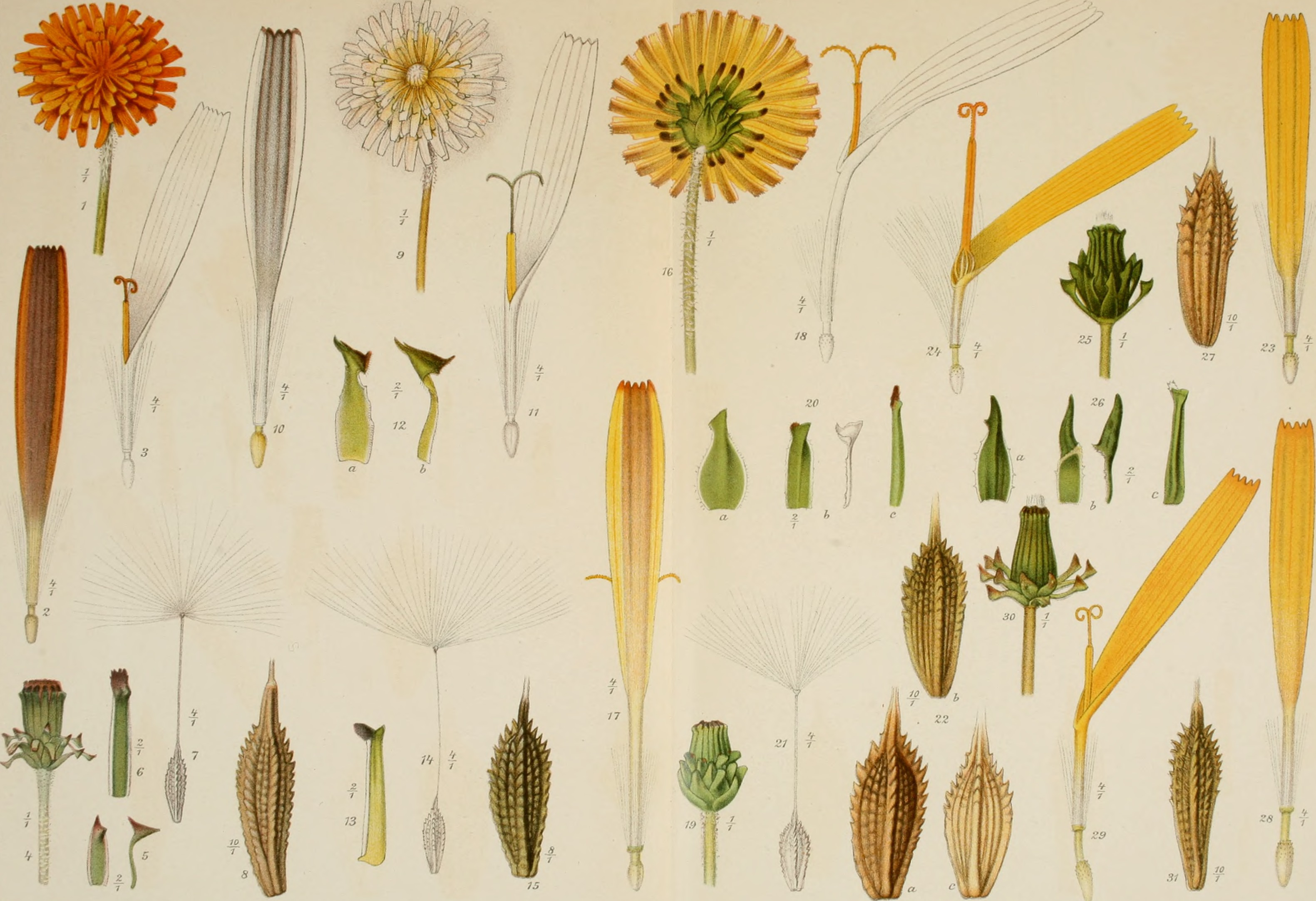
Szczegóły morfologiczne pięciu gatunków mniszków opisanych przez Dahlstedta: Taraxacum aurantiacum Dahlst. (1–8), T. albidum (9–15), T. platycarpum (16–22), T. macroceras (23–27) i T. hjeltii (28–31)

Pod wpływem Sigfrida Almquista Dahlstedt poświęcił się najpierw badaniom hieracjologicznym, czyli rozpoznaniu zróżnicowania jastrzębców na poziomie mikrogatunków apomiktycznych, na podstawie szczegółowych obserwacji uznając, iż należy je formalnie opisywać jako gatunki. Do dziś jest to standardowe podejście tzw. szkoły skandynawskiej. Według zasad tzw. szkoły środkowoeuropejskiej, odwołującej się do badań Karla Hermanna Zahna, mikrogatunkom jastrzębców nadaje się formalnie rangę podgatunków. 
Dahlstedt zajmował się także mniszkami, wprowadzając używaną do dziś terminologię morfologiczną dla tego rodzaju. Na podstawie wstępnych obserwacji doszedł do wniosku, iż rodzaj ten ma strukturę taksonomiczną podobną do Hieracium, to znaczy składa się z bardzo licznych mikrogatunków. Obserwacje te potwierdził na podstawie hodowli różnych taksonów w ogrodzie botanicznym w Sztokholmie, jednak nie upublicznił ich do czasu niezależnego potwierdzenia tych samych danych przez Christena Raunkiæra. Po tej dacie opublikował serię monografii taraksakologicznych.
Pracował też nad rodzajem Peperomia. 
Opisał bardzo liczne nowe taksony, przede wszystkim gatunki Hieracium i Taraxacum. Opisał lub emendował też kilka sekcji mniszków: Taraxacum sect. Arctica Dahlst., Taraxacum sect. Spectabilia (Dahlst.) Dahlst., Taraxacum sect. Palustria (H.Lindb.) Dahlst. i Taraxacum sect. Erythrosperma (H.Lindb.) Dahlst. Sekcje te w zaproponowanym przezeń ujęciu używane są do dziś. Z jego nazwiskiem związanych jest ponad 1300 nazw i kombinacyj, w tym opisane przezeń pospolite gatunki z sekcji Ruderalia. Oficjalnym skrótem jego nazwiska w botanice jest Dahlst.

### Wybrane publikacje
- Bildrag till sydöstra Sveriges (Smälands, Östergötlands och Gotlands) Hieracium-flora (I: Piloselloidea – 1890[13]; II: Archieracia – 1893[14]; III: Archieracia – 1894[15])
- Studien über süd- und central-Amerikanische Peperomien (1900)[9]

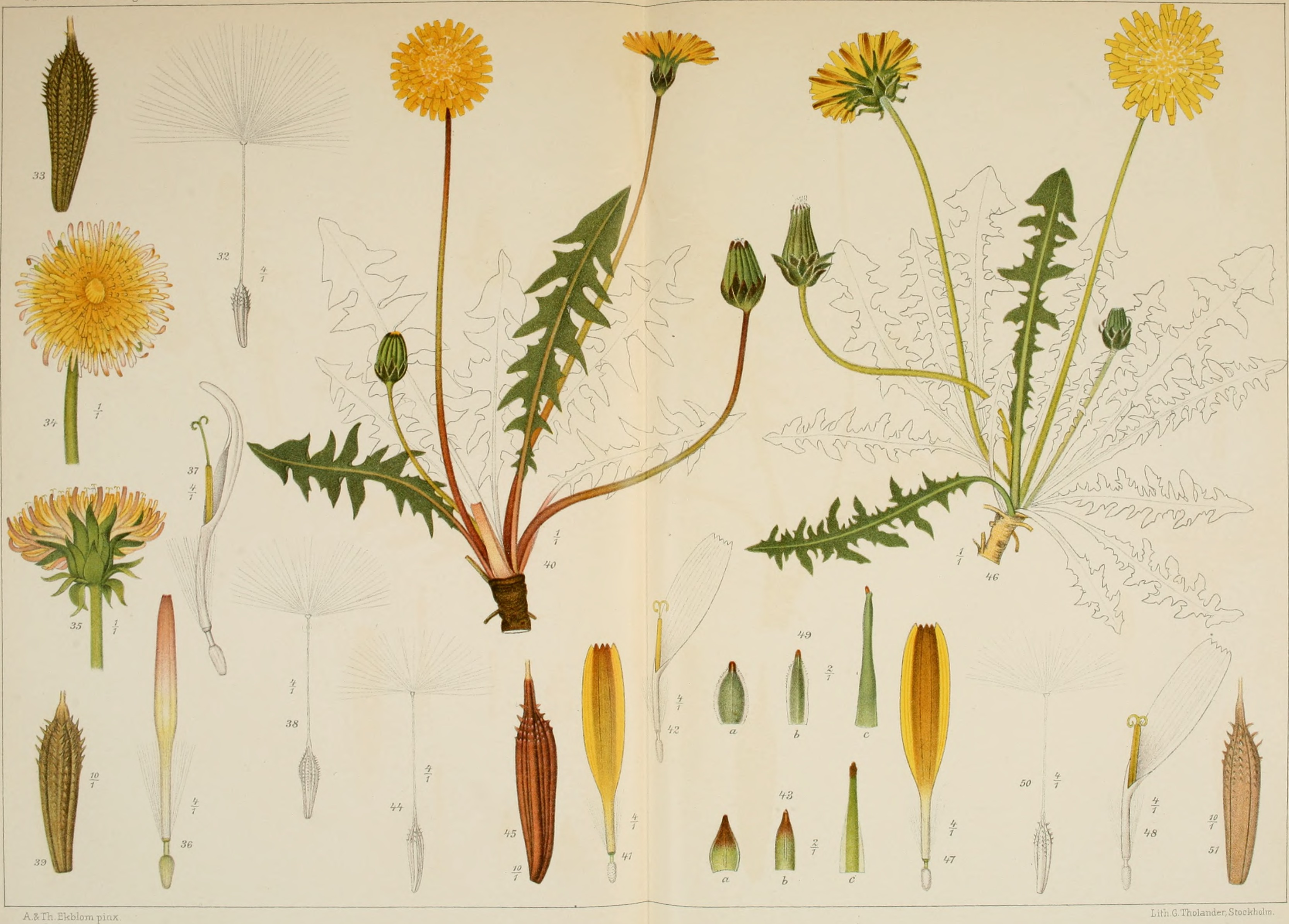
Mniszki Taraxacum cucullatum Dahlst. (32–33), T. tiroliense Dahlst. (34–39), T. rhodocarpum Dahlst. (40–45) i T. zermattense Dahlst. (46–51)

- Mniszki Taraxacum cucullatum Dahlst. (32–33), T. tiroliense Dahlst. (34–39), T. rhodocarpum Dahlst. (40–45) i T. zermattense Dahlst. (46–51)Ueber einige im Bergianischen Botanischen Garten in Stockholm kultivierten Taraxaca (1907)[7]
- Östsvenska Taraxaca (1910)[16]
- Nya östsvenska Taraxaca (1911)[17]
- Västsvenska Taraxaca (1911)[18]
- Nordsvenska Taraxaca (1912)[8]
- Nya syd- och mellansvenska Hieracia silvaticiformia (1921)[19]
- De svenska arterna av släktet Taraxacum. (I. Erythrosperma. II. Obliqua – 1921[20]; III. Dissimilia. IV. Palustria. V. Ceratophora. VI. Arctica. VII. Glabra – 1928[21]; VIII. Spectabilia – 1930[22])

## Upamiętnienie
Na jego cześć nazwano rodzaj Dahlstedtia z rodziny motylkowatych oraz kilka gatunków, między innymi Hieracium dahlstedtii.